# 桃坑乡
桃坑乡，是中华人民共和国湖南省株洲市茶陵县下辖的一个乡镇级行政单位。

## 行政区划
桃坑乡下辖以下地区：
坑口村、上坪村、大汾村、石潭村、邺坑村、桃坑村、上芫村、中芫村、马溪村、带江村、田和村、夏乐村、东江村、中洞村、南坑村、西坑村、大塘村、湘江村、瓜坪村、春枫村、焦坪村、晓枫村、华里村和彩霞村。